# Croix de Royat
La croix de Royat (ou croix des apôtres) est une croix monumentale située sur le territoire de la commune de Royat, en France.

## Localisation
La croix est située en face de l'Église Saint-Léger de Royat, dans le département du Puy-de-Dôme, en région Auvergne-Rhône-Alpes, en France.

## Historique
La croix est datée de 1486, comme en témoigne l'inscription gravée à la base de son fût. Elle était présente sur le territoire de la commune avant 1789, mais à un emplacement inconnu. Elle fut mutilée lors de la révolution française, récupérée par un particulier et fut relevée en face de l'église quelques années après. En 1841, la croix accueille un nouveau piédestal sous l'impulsion du curé de l'époque.
La croix est classée au titre des monuments historiques par la liste de 1846.

## Description

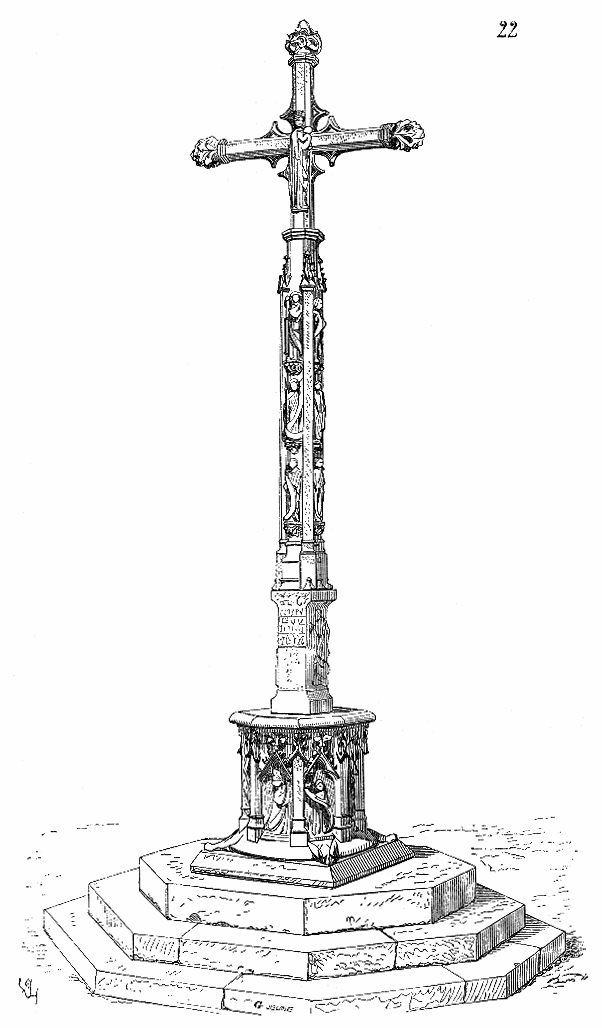
Dessin de la croix par Viollet-le-Duc.

Constitué de pierre de lave, la croix se compose de deux parties distinctes : La croix et le piédestal, qui initialement étaient deux entités distinctes. 
Originellement issu d'un autre monument, le piédestal est posé sur 3 marches, a une hauteur de 87 centimètres et est en forme d'octogone. Huit pilastres marquent les angles de l'octogone, et entre chaque pilastres 8 sculptures de personnage aux proportions régulières, dont on ne peut faire que des suppositions sur ce qu'ils représentent. Eugène Viollet-le-Duc croit y voir des prophètes. L'ensemble est surmonté d'une table polygonale.
Le fut de la croix peut se décomposer en deux parties : une base de section carrée et de 87 centimètres de hauteur et au dessus un fut de section circulaire. Sur la partie inférieure, est gravée une dédicace ainsi que le millésime de la croix sur 2 faces, et des gravures scéniques sur les deux autres faces. La partie supérieure du fût est rythmé par 4 pilastres délimitant 4 groupes de sculptures représentant chacun un personnage. Au nombre de 12, ils représentent les apôtres et aurait donné le nom de « croix des apôtres » à ce monument.
Surmontant l'ensemble, une croix de section hexagonale décorée de feuilles et de fleurs de lis. Les montants sont reliés par des arcs trilobés. Sur un des côtés, un christ couronné d'épines est sculpté et de l'autre côté une Vierge à l'enfant.

## Galerie

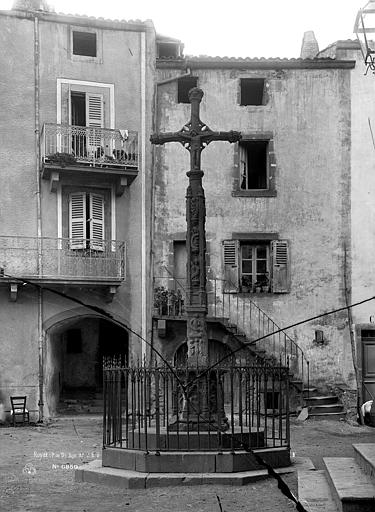
La croix fin XIXe, XXe siècle.
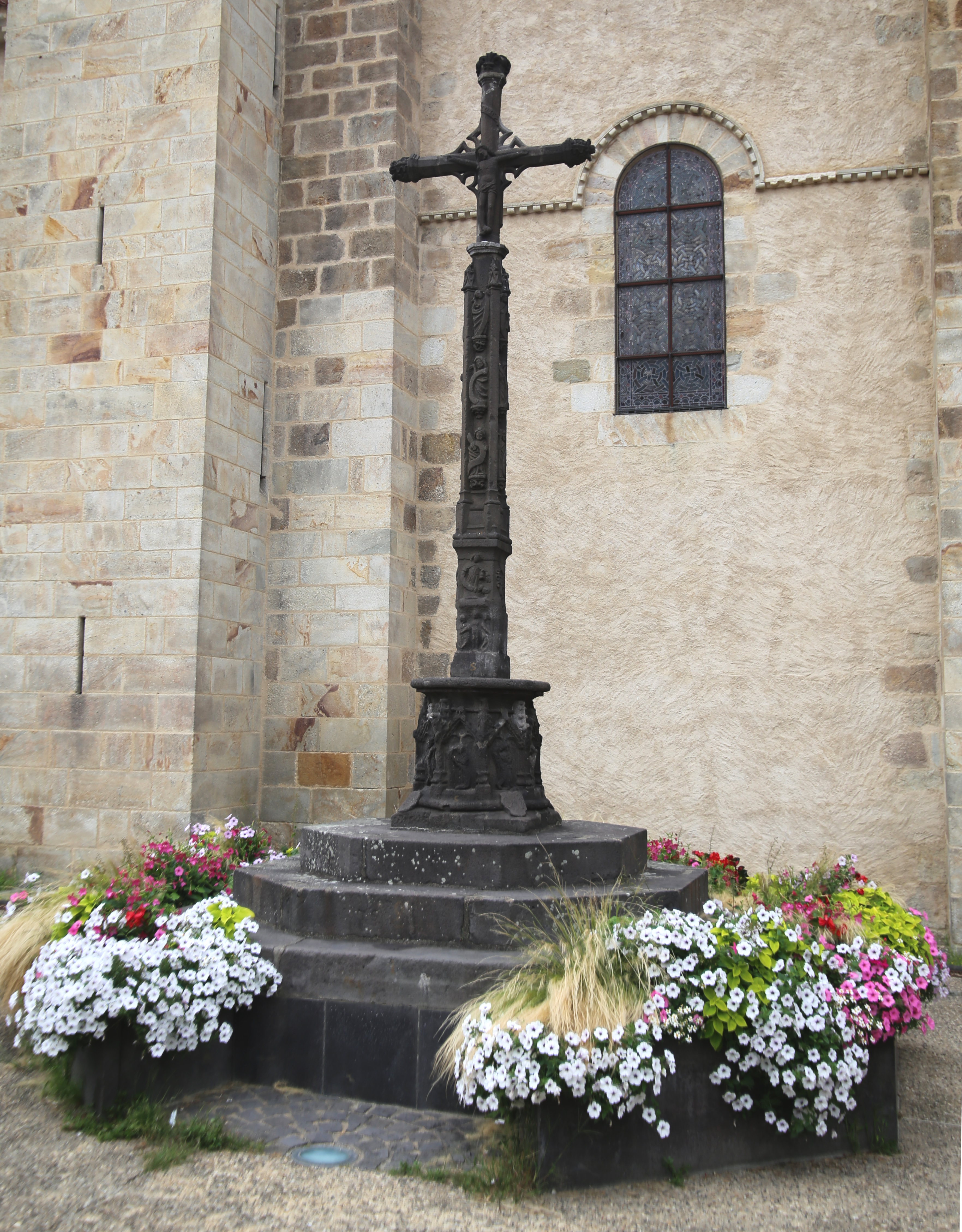
La croix en 2021.